# 아시다 내각
아시다 내각(일본어: 芦田内閣)은 외무대신, 중의원 의원, 민주당 총재 아시다 히토시가 제47대 내각총리대신으로 임명되어, 1948년 3월 10일부터 1948년 10월 15일까지 존재한 일본의 내각이다.

## 재직 기간
- 1948년(쇼와 23년) 3월 10일 ~ 1948년(쇼와 23년) 10월 15일
- 재직 일수 : 220일

## 개요
전임 내각인 가타야마 내각의 총사직에 의해 계속해서 민주당, 일본사회당, 국민협동당을 여당으로서 발족했다. 1948년 10월 7일에 내각이 총사직을 하면서 다음 내각인 제2차 요시다 내각의 내각 조성까지 직무를 집행했다.
더글러스 맥아더로부터의 서한에 따라서 이른바 ‘정령 201호’를 내는 등 공무원의 파업권을 빼앗았다. 부흥 금융 금고의 융자를 둘러싼 쇼와 전공 사건으로 내각은 총사직을 했고 그 직후 아시다 히토시 자신도 체포되었다(재판에서는 무죄).

## 각료
- 내각총리대신
아시다 히토시(중의원 의원, 민주당)

- 국무대신(부총리)
니시오 스에히로(중의원 의원, 일본사회당)
~ 1948년 7월 6일

- 외무대신
아시다 히토시(겸임)

- 대장대신
기타무라 도쿠타로(중의원 의원, 민주당)

- 법무총재
스즈키 요시오(중의원 의원, 일본사회당)

- 문부대신
모리토 다쓰오(중의원 의원, 일본사회당)

- 후생대신
다케다 기이치(중의원 의원, 민주당)

- 농림대신
나가에 가즈오(중의원 의원, 일본사회당)

- 상공대신
미즈타니 조자부로(중의원 의원, 일본사회당)

- 운수대신
오카다 세이이치(중의원 의원, 국민협동당)

- 체신대신
도미요시 에이지(중의원 의원, 일본사회당)

- 노동대신
가토 간주(참의원 의원, 일본사회당)

- 건설대신
히토쓰마쓰 사다요시
1948년 7월 10일에 건설성이 설치됨.

- 건설원 총재( ← 국무대신)
히토쓰마쓰 사다요시
~ 1948년 7월 10일

- 행정조사부 총재( → 행정관리청 장관)
후나다 교지(국민협동당)
~ 1948년 7월 1일

- 행정관리청 장관
후나다 교지
1948년 7월 1일 ~

- 경제안정본부 총무장관
구루스 다케오(참의원 의원, 민주당)
~ 1948년 10월 2일
아시다 히토시(임시 대리)
1948년 10월 2일 ~

- 중앙경제조사청 장관
구루스 다케오(겸임)
1948년 8월 1일 ~ 1948년 10월 2일
아시다 히토시(임시 겸임)
1948년 10월 2일 ~

- 지방재정위원회 위원장
노미조 마사루

- 배상청 장관
후나다 교지(겸임)

- 국무대신 겸 내각관방장관
도마베치 기조(민주당)

- 내각관방차장
후쿠시마 신타로
아리타 기이치

## 정무 차관
- 외무 정무 차관

이토 다카하루 : 1948년 4월 15일 ~ 1948년 10월 15일
- 대장 정무 차관

아라키 마스오 : 1948년 4월 15일 ~ 1948년 10월 26일
모리시타 마사카즈 : 1948년 4월 15일 ~ 1948년 10월 26일
- 법무 정무 차관

마쓰나가 요시오 : 1948년 4월 15일 ~ 1948년 10월 15일
- 문부 정무 차관

호소노 미치오 : 1948년 4월 15일 ~ 1948년 10월 15일
이와키 데쓰오 : 1948년 4월 15일 ~ 1948년 10월 15일
- 후생 정무 차관

기타나라 지로 : 1948년 4월 15일 ~ 1948년 10월 15일
아카마쓰 쓰네코 : 1948년 4월 15일 ~ 1948년 10월 15일
- 농림 정무 차관

오시마 요시하루 : 1948년 4월 15일 ~ 1948년 10월 15일
히라노 젠지로 : 1948년 4월 15일 ~ 1948년 10월 15일
- 상공 정무 차관

마사키 기요시 : 1948년 4월 15일 ~ 1948년 10월 15일
고마이 도헤이 : 1948년 4월 15일 ~ 1948년 10월 15일
- 운수 정무 차관

기노시타 사카에 : 1948년 4월 15일 ~ 1948년 10월 15일
우에타케 하루히코 : 1948년 4월 15일 ~ 1948년 10월 15일
- 체신 정무 차관

고쓰보 시게오 : 1948년 4월 15일 ~ 1948년 10월 15일
시모조 교헤이 : 1948년 4월 15일 ~ 1948년 10월 15일
- 노동 정무 차관

오야 쇼조 : 1948년 4월 15일 ~ 1948년 10월 15일
미즈하시 도사쿠 : 1948년 4월 15일 ~ 1948년 7월 3일
- 건설 정무 차관

아마노 히사시 : 1948년 4월 15일 ~ 1948년 10월 15일
- 경제 안정 정무 차관

니시무라 에이이치 : 1948년 4월 17일 ~ 1948년 10월 15일
후지이 헤이고 : 1948년 4월 17일 ~ 1948년 6월 15일
- 지방 재정 정무 차관

사이고 기치노스케 : 1948년 4월 17일 ~ 1948년 10월 15일

## 참고 문헌
- 하타 이쿠히코 편 《일본 관료제 종합 사전 : 1868 ~ 2000》(도쿄 대학 출판회, 2001년)